# Clambus tierensis
Clambus tierensis is een keversoort uit de familie oprolkogeltjes (Clambidae). De wetenschappelijke naam van de soort werd in 1902 gepubliceerd door Thomas Blackburn.